# 16 Волос Вероники
16 Волос Вероники (лат. 16 Comae Berenices), HD 108382 — одиночная звезда в созвездии Волос Вероники на расстоянии приблизительно 279 световых лет (около 85,7 парсек) от Солнца. Видимая звёздная величина звезды — +4,959m. Возраст звезды определён как около 310 млн лет.

## Характеристики
16 Волос Вероники — белая звезда спектрального класса A4V, или A2. Масса — около 2,666 солнечной, радиус — около 3,751 солнечного, светимость — около 60,395 солнечной. Эффективная температура — около 8364 K.

## Планетная система
В 2019 году учёными, анализирующими данные проектов HIPPARCOS и Gaia, у звезды обнаружена планета HIP 60746 b.